# 横歩取り8五飛
横歩取り△8五飛（よこふどり はちご ひ）は将棋の戦法。横歩取り戦法の変化の一つである。中座飛車とも呼ばれる。
横歩取りの中でも、後手が主導権を握ることが多い戦法。飛車先の歩を交換したあと、▲8七歩に対して飛車を8五に引く。金銀4枚を自陣に置き、飛車・角と左右の桂で攻めることが多い。ほとんどの場合、囲いは中原囲いを用いる。中原囲いの優秀性もあり、8五飛戦法は一時期、後手番としては異常な高勝率を見せた。
この戦法は△8五飛を咎められないことが前提条件である。先手が角交換から▲9六角と打つなど、いくつか対抗手が試みられたが、△8五飛という手自体を咎めることは不可能という結論になっている。

## 戦法の歴史
プロの対局では、中座真が1997年8月26日のC級2組順位戦（対松本佳介戦）で採用したのが最初である。そのため、彼の名字と5段目に置かれた飛車の位置をかけて「中座飛車」とも呼ばれている。中座本人は対局相手に警戒され用いる機会が少なかったが、同じくC級2組順位戦で同じ部屋で対局していた野月浩貴が、その1局をたまたま見て戦法の優秀性に気づき、その後の対局で多用した。
そして翌年、井上慶太がA級順位戦の最終戦（1998年3月2日、対島朗戦）でこの戦法を用いて勝利して5勝4敗でA級残留を果たし、米長邦雄が4勝5敗ながらもA級陥落という劇的なドラマが生まれるなどして注目を集めた。
そのようなこともあり、この戦法は「生みの親が中座、育ての親が野月、世間に広めたのが井上」とも言われている。なお、この戦法の創始者として中座真は第26回（1998年度）升田幸三賞を受賞した。
『将棋世界』2007年9月号の「現役棋士が選ぶ衝撃の新手・新戦法ベスト10！」で、藤井システムに次いで2位にランクインした。
興味深いのは、野月が飯塚祐紀と戦った1998年度の早指し新鋭戦（かつてテレビ東京で放送されていた棋戦）での一局である。野月は対局前のインタビューで秘策を考えてきたと語った。その「秘策」とは、初手▲1六歩と突いて、先手番で無理矢理に中座飛車にするというものであった（実際その形が実現して野月が勝利し、その後も勝ち進んで優勝した）。
また、この戦法の恩恵を受けたのが丸山忠久である。1999年度のA級順位戦では、後手番の4局全てでこの戦法を用いて1位の成績となり、佐藤康光名人への挑戦権を得る。そして迎えた2000年の名人戦でも、やはり丸山が後手番の3局はすべてこの戦型を選択した。この戦法での勝敗は、順位戦で3勝1敗、名人戦で1勝2敗という微妙な結果ではあったが、丸山が名人になれたのはこの戦法のおかげ、とする向きさえある。ただし、当時の丸山は、逆に先手番を持って相手にこの戦法を指させても強かったという。なお、丸山は1999年度将棋大賞の最多勝利賞（50勝）、連勝賞（18連勝）などを受賞している。
この戦法は多くの棋士によって研究され、様々な新手が生まれた。後手の手としては、序盤で飛車を角筋上の5五へ動かしてしまう「8五飛松尾流」、先手の対応策としては、連続の歩捨てで飛車の動きを封じ込める山崎新手、▲8七歩と打たないことによって△8五飛と引かせない「（旧）山崎流」、居玉のままでより攻撃性の高い陣を組む「新山崎流」などが特に有名である。
後手の飛車を5五に回す松尾新手は1999年11月の王座戦予選で最初に指されたが、もとは橋本崇載が松尾との10秒将棋で冗談で指した手である。その10年後の2009年に復活を遂げる。『イメージと読みの将棋観2』（2010年、日本将棋連盟）によると松尾新手が最初に指されてから2010年までの後手成績は65勝70敗であるという。同書によると図2では後手には△5五歩の他に△7五歩もあり、一時期は△5四歩も指されたという。△5五飛は以下▲4五歩△5四飛▲3三角成△同桂▲6六歩などで、後手は△7五歩として▲8三角に△4五桂▲同桂△4六角などや、再度△5五歩などがあげられており、一方で△7五歩からの進行は一例として▲3三角成△同桂▲3五歩△2五歩▲1六飛△8四歩▲3四歩△同飛▲5六角△5四飛▲3四歩に△2八角の他にじっと△7六歩、などの手順がある。以前から指しているという羽生善治や佐藤康光によるとこの戦形は下手をすると詰みまで行くような将棋で、この戦形を研究していてこの先15手から20手先で何かを用意していないと指せないとしている。また谷川浩司によると、先手よりも後手に選択権があるので、戦法として新たな展開が見込めるという。また図3の新山崎流に対する△2三歩は2006年9月に行われた王将戦リーグで初めて指されて、『イメージと読みの将棋観』によると第1号局から2010年3月までに17局指されて後手の10勝7敗となっており、当初は新手を指した郷田真隆がその一局を敗北したので注目されなかったが、その後先手がこの局面を避けるようになる。現在では定跡形となるこの順は渡辺明や羽生善治によると居玉であることや6四歩型が想像以上に傷になるため、あまり先手をもって指す気がしないという他、佐藤康光は一直線で終わることが好きでなく、後手の勝率が高いイメージがあり、以前先手をもってさして第1号局を勝利した森内俊之も最初はありがたいと思ったが、考えると難しいことが分かったという。図3以降は▲6八玉とし、以下△5五角に▲3七桂△4四桂もしくは△3五歩▲同飛△同角という戦いを選ぶか、▲8四桂△7一銀▲8三角などの攻めの手順が示されているが、以下は△6二桂▲7二桂成△8五飛▲6二成桂△8三飛▲7一成桂や△6七桂▲同金△8五飛など、先手も難しく、谷川浩司によると先手のリードが消えている気がするという。また藤井猛は先手の玉は狭くて後手の玉の方が固いこの状況下で攻めているということは、先手が良くならないとおかしいとしている。
横歩取り8五飛は、上記の丸山の例以外でもタイトル戦の大舞台でもたびたび現れる戦法となった。劇的な一手で勝負がほぼ決してしまうこともあり、2004年の名人戦（森内俊之が羽生善治から名人位を奪取）における▲7四歩、2004年竜王戦（渡辺明が森内俊之から竜王位を奪取）における△3七歩などはその例であろう。
だが、近年は前述のように一手で勝負が決まったり、事前の研究力で勝負が決まったりする傾向があり、あまり指されなくなっている。後手番一手損角換わり・ゴキゲン中飛車などが登場したことも一因である。
オールラウンダータイプの棋士には採用されることが少なくなったものの、高橋道雄（王将リーグ参加・A級昇級）や考案者の中座真（竜王戦2期連続昇級・王位リーグ参加）などの棋士は積極的に採用して深浦康市や渡辺明といったタイトルホルダーに勝利するなど好成績を収め、少数の限られたスペシャリスト達の戦法として指し続けられている。
2008年度は、初めて後手番の勝率が先手番を上回るという、後手番の戦法の多様性を反映した画期的な年度であった。△8五飛戦法の改良も一因であったと考えられており、「後手番では△8五飛」と公言していた高橋がA級に昇級したこともさらにこの戦法の優秀性を再認識させる契機となった。
2009年のタイトル戦で羽生が△8五飛戦法を連採して、先手が新たな対応策を迫られる状況となり、戦法の新しいステージでの進化が進み始めている。羽生に三浦弘行が挑んだ2010年の名人戦では、4局中3局が横歩取りになり、うち2局で△8五飛と引く形になった。第一局では羽生が、第二局は三浦が△8五飛側を持ったが、どちらも羽生が勝ち、8五飛戦法という視点から見れば1勝1敗という結果であった。
なお、松尾歩はその後中原囲いの玉を本来の定位置である4一ではなく5二に置く指し方を採用し、2013年度の第41回将棋大賞にて升田幸三賞を受賞している。